# Fluorapophyllit-(Cs)
Fluorapophyllit-(Cs) ist ein sehr selten vorkommendes Mineral aus der Gruppe der Apophyllite innerhalb der Mineralklasse der „Silikate und Germanate“ mit der chemischen Zusammensetzung CsCa4(Si8O20)F(H2O)8 und ist damit chemisch gesehen ein wasserhaltiges Caesium-Calcium-Silikat mit zusätzlichen Fluorid-Ionen. Strukturell gehört es zu den Schichtsilikaten.
Das Mineral kristallisiert im tetragonalen Kristallsystem und bildet in Quarz-Pektolith-Mineral-Aggregaten separate Körner bis zu 0,08 mm Durchmesser sowie Zonen in bis zu 0,2 mm großen Fluorapophyllit-(K)-Körnern. Die separaten Fluorapophyllit-(Cs)-Körner weisen eine unregelmäßige Form auf.
Seine Typlokalität ist die Moräne des Darai-Pioz-Gletschers (Koordinaten des Darai-Pioz-Gletschers) im Alaigebirge, Tian Shan, Nohijahoi tobei dschumhurij („der Republik unterstellte Gebiete“; mehr oder weniger identisch mit der historischen Region Karotegin), nördliches Tadschikistan.

## Etymologie und Geschichte
Das mehrphasige Darai-Pioz-Gesteinsmassiv ist Typlokalität für derzeit (2020) 40 verschiedene von der IMA anerkannte Minerale, darunter eine Reihe von caesiumhaltigen Phasen. Das erste dieser Minerale war der 1971 erstbeschriebene Kupletskit-(Cs). Allein im Jahre 2017 wurden von der Moräne des Darai-Pioz-Gletschers vier weitere caesiumhaltige Minerale erstbeschrieben: Odigitriait, CsNa5Ca5[Si14B2O38]F2 (IMA 2015-028); Mendeleevit-(Nd), (Cs,☐)6(☐,Cs)6(☐,K)6(REE,Ca)30(Si70O175)(OH,H2O,F)35 (IMA 2015-031); Garmit, CsLiMg2(Si4O10)F2 (IMA 2017-008); und Gorbunovit, CsLi2(Ti,Fe)(Si4O10)(F,OH,O)2 (IMA 2017-040). In diesem Zusammenhang untersuchte eine internationale Arbeitsgruppe um den Mineralogen Atali A. Agakhanov Fluorapophyllite aus dem Darai-Pioz-Gesteinsmassiv. Nach entsprechenden Analysen stellte sich heraus, dass von dieser Lokalität einerseits Fluorapophyllit-(K)-Kristalle mit caesiumreichen Zonen existieren und dass andererseits in Quarz-Pektolith-Aggregaten von dieser Lokalität sogar Cs-dominante „Fluorapophyllite“ auftreten. Diese Phase erwies sich als neuer Vertreter der Apophyllitgruppe.
Das neue Mineral wurde der International Mineralogical Association (IMA) vorgelegt, die es im Jahre 2018 unter der vorläufigen Bezeichnung „IMA 2018-108a“ anerkannte. Die wissenschaftliche Erstbeschreibung dieses Minerals erfolgte im Jahre 2019 durch ein internationales Forscherteam mit Atali A. Agakhanov, Leonid A. Pautov, Anatoly V. Kasatkin, Vladimir Yu. Karpenko, Elena Sokolova, Maxwell C. Day, Frank C. Hawthorne, Vyacheslav A. Muftakhov, Igor V. Pekov, Fernando Cámara, Sergey N. Britvin im internationalen Wissenschaftsmagazin The Canadian Mineralogist. Die Autoren benannten den neuen Vertreter der Apophyllitgruppe in Übereinstimmung mit der Nomenklatur dieser Mineralgruppe und aufgrund seiner chemischen Zusammensetzung mit Caesium auf der A-Position und F > OH als Fluorapophyllit-(Cs) (englisch Fluorapophyllite-(Cs)).
Das Typmaterial (Holotyp) für Fluorapophyllit-(Cs) wird unter der Katalognummer 5280/1 in der Systematischen Sammlung des Mineralogischen Museums „Alexander Jewgenjewitsch Fersman“ der Russischen Akademie der Wissenschaften in Moskau aufbewahrt.

## Klassifikation
Die mittlerweile veraltete, aber teilweise noch gebräuchliche 8. Auflage der Mineralsystematik nach Strunz führt den Fluorapophyllit-(Cs) noch nicht auf. Er würde zur Mineralklasse der „Silikate und Germanate“ und dort zur allgemeinen Abteilung der „Schichtsilikate (Phyllosilikate)“ gehören, wo er zusammen mit Fluorapophyllit-(K), Hydroxyapophyllit-(K) und Fluorapophyllit-(Na) die „Apophyllit-Reihe“ mit der System-Nr. VIII/E.01b innerhalb „Gillespit-Apophyllit-Gruppe“ und der Unterabteilung „Mit tetragonalen oder pseudotetragonalen Schichtstrukturen“ gebildet hätte.
Die seit 2001 gültige und von der International Mineralogical Association (IMA) bis 2009 aktualisierte verwendete 9. Auflage der Strunz’schen Mineralsystematik kennt den Fluorapophyllit-(Cs) ebenfalls noch nicht. Er wird voraussichtlich in die Klasse der „Silikate und Germanate“ und dort in die Abteilung der „Schichtsilikate (Phyllosilikate)“ eingeordnet werden. Diese Abteilung ist allerdings weiter unterteilt nach der Struktur der Schichten, so dass das Mineral entsprechend seinem Aufbau in der Unterabteilung „Einfache Tetraedernetze mit 4, 5, (6) und 8 beteiligten Ringen“ zu finden wäre, wo es zusammen mit Fluorapophyllit-(K), Hydroxyapophyllit-(K) und Fluorapophyllit-(Na) die Apophyllitgruppe mit der System-Nr. 9.EA.15 bilden wird.
Auch die vorwiegend im englischen Sprachraum gebräuchliche Systematik der Minerale nach Dana kennt den Fluorapophyllit-(Cs) noch nicht. Voraussichtlich wird er in die Klasse der „Silikate und Germanate“ und dort in die Abteilung der „Schichtsilikatminerale“ eingeordnet werden. Hier wäre er zusammen mit Fluorapophyllit-(K), Hydroxyapophyllit-(K), Fluorapophyllit-(Na) und Carletonit in der „Apophyllitgruppe (4- und 8-gliedrige Ringe)“ mit der System-Nr. 72.03.01 innerhalb der Unterabteilung „Schichtsilikate: Zweidimensionale unbegrenzte Lagen mit anderen als sechsgliedrigen Ringen: 3-, 4- oder 5-gliedrige Ringe und 8-gliedrige Ringe“ zu finden.

## Chemismus
Mittelwerte aus zehn Mikrosondenanalysen an einem Fluorapophyllit-(Cs)-Korn von der Typlokalität lieferten 48,78 % SiO2; 0,05 % Al2O3; 22,69 % CaO; 10,71 % Cs2O; 1,13 % K2O; 0,04 % Na2O; 14,61 % H2O (berechnet aus der Kristallstrukturanalyse) und 1,86 % F [(O ≡ F) –0,78 %, Summe = 99,09 %].
Auf der Basis von 29 (O + F)-Atomen pro Formeleinheit (apfu) (H2O = 8 pro Formeleinheit wurde aus der Kristallstruktur berechnet) errechnet sich daraus die empirische Formel (Cs0,75K0,24)Σ=0,99(Ca3,99Na0,01)Σ=4,0(Si8,01Al0,01)Σ=8,02O20,03F0,97(H2O)8, die zu (Cs,K)(Ca,Na)4(Si,Al)8O20F(H2O)8 vereinfacht und zu CsCa4Si8O20F(H2O)8 idealisiert werden kann. Diese idealisierte Formel erfordert 48,03 % SiO2; 22,41 % CaO; 14,07 % Cs2O; 14,40 % H2O und 1,90 % F [(O ≡ F2) –0,80 %, Summe = 100,00 %].
Die offizielle Formel der IMA für den Fluorapophyllit-(Cs) entspricht der Schreibweise von Agakhanov und Kollegen und wird mit CsCa4(Si8O20)F(H2O)8 angegeben. Die Formelschreibweise nach Strunz würde, folgt man der Schreibweise für die anderen Vertreter der Apophyllitgruppe, CsCa4[F|(Si4O10)2]·8H2O lauten.
Wie üblich ist hier der Anionenverband in einer eckigen Klammer zusammengefasst.
Die alleinige Elementkombination Cs–Ca–Si–O–H–F, wie sie der offiziellen Formel der IMA für den Fluorapophyllit-(Cs) zu entnehmen ist, weist unter den derzeit bekannten Mineralen (Stand 2020) nur Fluorapophyllit-(Cs) auf. Chemisch ähnlich sind Mendeleevit-(Ce), Cs6(Ce22Ca6)(Si70O175)(OH,F)14(H2O)21; Mendeleevit-(Nd), Cs6[(Nd,SEE)23Ca7](Si70O175)(OH,F)19(H2O)16; und Kaliummendeleevit-(Ce), Cs6K6(SEE22Ca6)(Si70O175)(OH,F)20(H2O)15.
Aus chemischer Sicht stellt Fluorapophyllit-(Cs) das Cs-dominante Analogon zum K-dominierten Fluorapophyllit-(K) und zum Na-dominierten Fluorapophyllit-(Na) dar. Fluorapophyllit-(Cs) und Fluorapophyllit-(K) bilden sehr wahrscheinlich eine vollständige Mischkristallreihe.

## Kristallstruktur
Fluorapophyllit-(Cs) kristallisiert im tetragonalen Kristallsystem in der Raumgruppe P4/mnc (Raumgruppen-Nr. 128) mit den Gitterparametern a = 9,060 Å und c = 15,741 Å sowie zwei Formeleinheiten pro Elementarzelle.
In der Kristallstruktur des Fluorapophyllit-(Cs) existiert eine T-Position, die ausschließlich durch Si besetzt wird, wobei Si tetraedrisch von vier Sauerstoff-Atomen koordiniert wird (SiO4-Tetraeder). Die SiO4-Tetraeder sind miteinander verbunden und bilden eine (Si8O20)8−-Schicht senkrecht zu [001]. In einer Schicht sind die SiO4-Tetraeder zu 4er- und 8er-Ringen verknüpft. Zwischen den Si-O-Schichten existieren zwei Kationen-Positionen A und B. Die vor allem durch Caesium besetzte A-Position wird durch acht H2O-Gruppen koordiniert [O(4)-Position]. Die von Calcium dominierte [7]B-Position enthält idealerweise vier Ca-Atome pro Formeleinheit und wird durch vier Sauerstoff-Atome, zwei H2O-Gruppen und ein Fluor-Atom koordiniert. Die Si–O-Schichten sind via A- und B-Polyeder und Wasserstoffbrückenbindung miteinander verknüpft. Die Geometrie der Wasserstoffbrückenbindung stimmt mit der im Fluorapophyllit-(K) überein.
Fluorapophyllit-(Cs) ist isotyp (isostrukturell) zu Fluorapophyllit-(K).

## Eigenschaften

### Morphologie
Fluorapophyllit-(Cs) findet sich in Quarzolit-Geröllen (extrem quarzreiche Magmatite an der Quarz-Spitze des Streckeisendiagramms), wo er in Quarz-Pektolith-Mineral-Aggregaten separate Körner bis zu 0,08 mm Durchmesser sowie Zonen in bis zu 0,2 mm großen Fluorapophyllit-(K)-Körnern bildet. Die separaten Fluorapophyllit-(Cs)-Körner sind xenomorph, weisen also keine regelmäßige Form auf.

### Physikalische und chemische Eigenschaften
Die Kristalle des Fluorapophyllits-(Cs) sind farblos, während ihre Strichfarbe immer weiß ist. Die Oberflächen der entsprechend der Färbung des Minerals wohl durchsichtigen Körner und Aggregate zeigen einen charakteristischen glasartigen Glanz. Fluorapophyllit-(Cs) besitzt entsprechend diesem Glasglanz eine mittelhohe Lichtbrechung (nε = 1,544; nω = 1,540) und eine sehr niedrige Doppelbrechung (δ = 0,004). Im durchfallenden Licht ist der einachsig positive Fluorapophyllit-(Cs) farblos und zeigt keinen Pleochroismus.
Fluorapophyllit-(Cs) weist eine sehr vollkommene Spaltbarkeit auf. Aufgrund seiner Sprödigkeit bricht das Mineral aber ähnlich wie Halit oder Galenit, wobei die Bruchflächen stufig ausgebildet sind. Fluorapophyllit-(Cs) besitzt eine Mohshärte von 4,5 bis 5 und gehört damit zu den mittelharten Mineralen, die sich bei entsprechender Kristallgröße wie die Referenzminerale Fluorit (Härte 4) bzw. Fluorapatit (Härte 5) mit einem Taschenmesser mehr (Härte 4) oder weniger (Härte 5) leicht ritzen lassen. Die Vickershärte beträgt VHN100 = 480 kg/mm2, wobei Werte zwischen 468 und 502 kg/mm2 gemessen wurden. Die gemessene Dichte für Fluorapophyllit-(Cs) beträgt 2,54 g/cm³, die berechnete Dichte 2,513 g/cm³.
Fluorapophyllit-(Cs) zeigt weder im langwelligen noch im kurzwelligen UV-Licht eine Fluoreszenz.

## Bildung und Fundorte
An seiner Typlokalität stellt Fluorapophyllit-(Cs) eine hydrothermale Bildung dar. Er bildete sich in Quarz-Pektolith-Mineral-Aggregaten in extrem quarzreichen Magmatiten (Quarzolit) in einem mehrphasigen Intrusivkomplex. Hierbei handelt es sich um ein Alkaligesteinsmassiv mit borreichen Granitoiden, dessen Platznahme in Schiefern erfolgte und die von gangförmigen Metasomatiten und Pegmatiten durchzogen sind.
Begleitminerale des Fluorapophyllits-(Cs) an seiner Typlokalität sind Quarz, Pektolith, Baratovit, Aegirin, Leukosphenit, Pyrochlor, Neptunit, Fluorapophyllit-(K) und Reedmergnerit.
Als extrem selten vorkommende Mineralbildung ist Fluorapophyllit-(Cs) (Stand 2020) nur von seiner Typlokalität bekannt.
Die Typlokalität des Fluorapophyllits-(Cs) ist die Moräne des „Darai-Pioz-Gletschers“ (auch „Dara-i-Pioz-Gletscher“) im Alaigebirge, Tian Shan, Nohijahoi tobei dschumhurij („der Republik unterstellte Gebiete“; mehr oder weniger identisch mit der historischen Region Karotegin), nördliches Tadschikistan.
Fundorte aus Deutschland, Österreich und der Schweiz sind damit unbekannt.

## Verwendung
Aufgrund seiner Cs2O-Gehalte von maximal 14,07 % wäre Fluorapophyllit-(Cs) ein interessantes Caesium-Erz. Er ist aber wegen seiner Seltenheit wirtschaftlich völlig bedeutungslos.